# Catarhoe semnana
Catarhoe semnana är en fjärilsart som beskrevs av Edward P. Wiltshire 1970. Catarhoe semnana ingår i släktet Catarhoe och familjen mätare. Inga underarter finns listade i Catalogue of Life.